# Кобзарцівська сільська рада
Кобзарці́вська сільська́ ра́да — орган місцевого самоврядування у Снігурівському районі Миколаївської області. Адміністративний центр — село Кобзарці.

## Загальні відомості
- Населення ради: 1 425 осіб (станом на 2001 рік)

## Населені пункти
Сільській раді підпорядковані населені пункти:
- с. Кобзарці
- с. Новопавлівське

## Склад ради
Рада складається з 16 депутатів та голови.
- Голова ради:
- Секретар ради: Панченко Людмила Іванівна

### Керівний склад попередніх скликань
| Прізвище, ім'я, по батькові    | Основні відомості                                                         | Дата обрання | Дата звільнення |
| ------------------------------ | ------------------------------------------------------------------------- | ------------ | --------------- |
| Бардиш Валентина Володимирівна | Сільський голова, 1963 року народження, позапартійна                      | 26.03.2006   | 31.10.2010      |
| Заморій Олександр Дмитрович    | Сільський голова, 1952 року народження, освіта вища, безпартійний         | 31.10.2010   | 12.10.2012      |
| Гаряга Віта Миколаївна         | Сільський голова, 1987 року народження, освіта вища, член Партії регіонів | 02.06.2013   | 27.02.2015      |

Примітка: таблиця складена за даними сайту Верховної Ради України

### Депутати
За результатами місцевих виборів 2010 року депутатами ради стали:

#### За суб'єктами висування
| Суб'єкт висування           | Кількість обраних депутатів | %    |
| --------------------------- | --------------------------- | ---- |
| Комуністична партія України | 6                           | 37,5 |
| Партія регіонів             | 6                           | 37,5 |
| Самовисування               | 3                           | 18,8 |
| Народна партія              | 1                           | 6,3  |

#### За округами
| № округу                    | Прізвище, ім'я, по батькові    | Дата визнання обраним | Освіта             | Партійна приналежність                  | Відомості про обраного депутата                                             |
| --------------------------- | ------------------------------ | --------------------- | ------------------ | --------------------------------------- | --------------------------------------------------------------------------- |
| Комуністична партія України |                                |                       |                    |                                         |                                                                             |
| 2                           | Юркова Олена Миколаївна        | 01.11.2010            | середня            | член Комуністичної партії України       | ПОСП «Веселий Кут»-III, інспектор відділу кадрів                            |
| 3                           | Заморій Сергій Віталійович     | 01.11.2010            | середня            | член Комуністичної партії України       | ПОСП «Веселий Кут»-III, тракторист                                          |
| 6                           | Ніколенко Валентина Миколаївна | 01.11.2010            | середня            | член Комуністичної партії України       | пенсіонер                                                                   |
| 9                           | Юхименко Дмитро Васильович     | 01.11.2010            | середня            | член Комуністичної партії України       | ПОСП «Веселий Кут»-III, тракторист                                          |
| 11                          | Камінська Наталія Леонідівна   | 01.11.2010            | середня            | член Комуністичної партії України       | ПОСП «Веселий Кут»-III, обліковець                                          |
| 12                          | Єфименко Олександр Григорович  | 01.11.2010            | середня            | член Комуністичної партії України       | ПОСП «Веселий Кут»-III, старший механік                                     |
| Народна Партія              |                                |                       |                    |                                         |                                                                             |
| 4                           | Панченко Людмила Іванівна      | 01.11.2010            | вища               | позапартійна                            | Кобзарцівська сільська рада, секретар                                       |
| Партія регіонів             |                                |                       |                    |                                         |                                                                             |
| 1                           | Сколебюк Василь Юрійович       | 01.11.2010            | середня            | член Партії регіонів                    | тимчасово не працює                                                         |
| 5                           | Кучеренко Наталія Іванівна     | 01.11.2010            | середня спеціальна | член Партії регіонів                    | ПОСП «Веселий Кут-III», бухгалтер                                           |
| 7                           | Акопян Маріа Оніківна          | 01.11.2010            | вища               | член Партії регіонів                    | ПП"Чабан І. І.", провізор                                                   |
| 10                          | Гаряга Віта Миколаївна         | 01.11.2010            | вища               | член Партії регіонів                    | Кобзарцівська загальноосвітня школа, вчитель української мови та літератури |
| 13                          | Кондратюк Володимир Васильович | 01.11.2010            | середня спеціальна | член Партії регіонів                    | тимчасово не працює                                                         |
| 15                          | Сєкаєва Марія Семенівна        | 01.11.2010            | середня спеціальна | член Партії регіонів                    | тимчасово не працює                                                         |
| Самовисування               |                                |                       |                    |                                         |                                                                             |
| 8                           | Павлюк Олександр Йосипович     | 01.11.2010            | середня            | член Політичної партії «Сильна Україна» | ПП «Хороший»                                                                |
| 14                          | Прокопчук Наталія Михайлівна   | 10.01.2011            | середня спеціальна | позапартійна                            | тимчасово не працює                                                         |
| 16                          | Коновалюк Тетяна Петрівна      | 10.01.2011            | середня            | член Партії регіонів                    | Новопавлівський сільський клуб, завідувачка                                 |